# Monika Brzostek
Monika Brzostek, née le 28 juillet 1989 à Rybnik (Pologne), est une joueuse de beach-volley polonaise.

## Palmarès

### Championnats du Monde de beach-volley
- Championne du monde junior en 2009
- Médaille de bronze en junior en 2008

### Championnats d'Europe de beach volley
- Médaille de bronze aux Championnats d'Europe 2015 à Klagenfurt, (Autriche)